# Carl Schütz (Philologe)

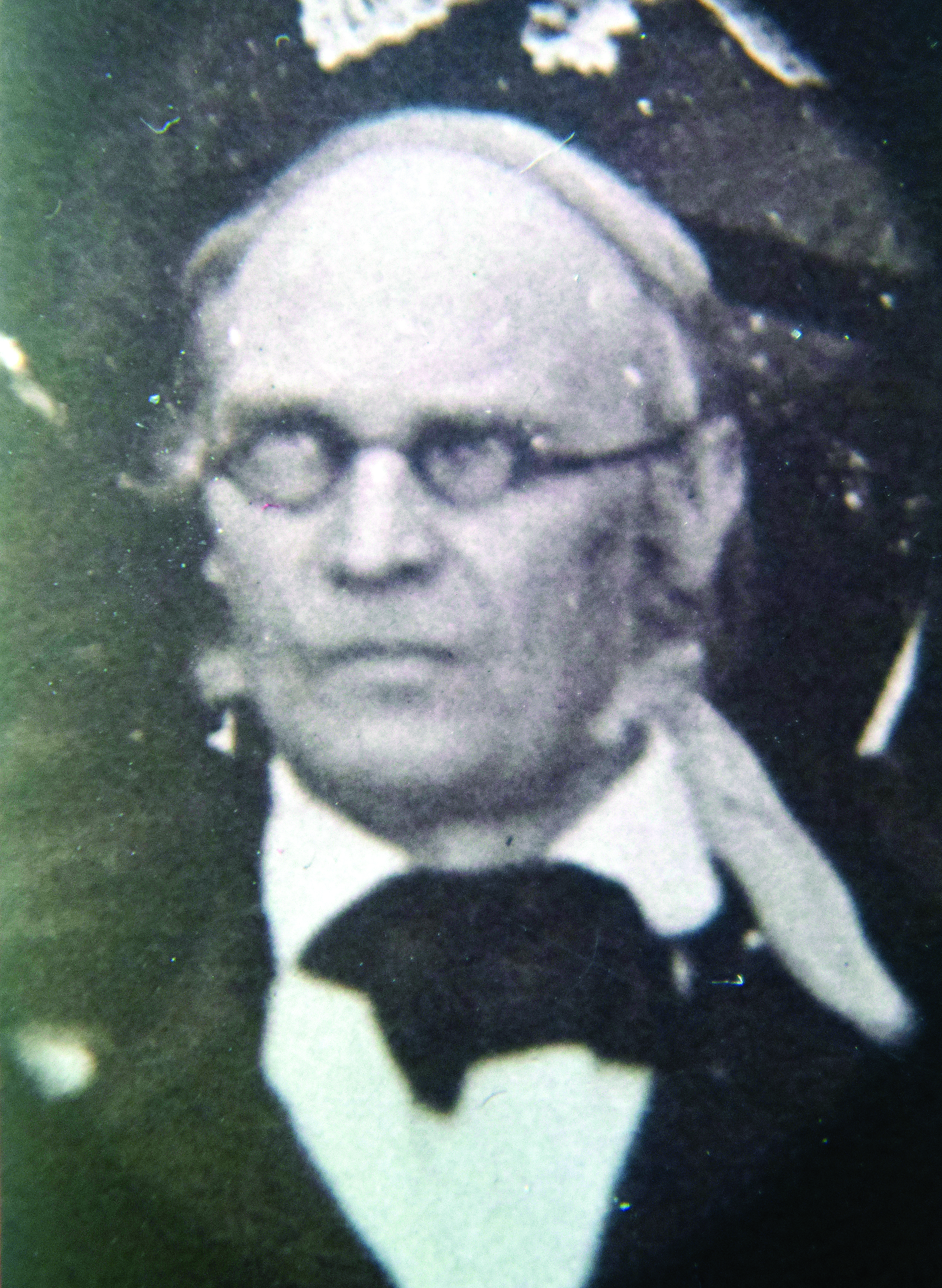
Carl Schütz (um 1858)

Carl Wilhelm Schütz (* 14. April 1805 in Bückeburg; † 14. September 1892 in Halle (Saale)) war ein deutscher Philologe, Sanskrit-Forscher der ersten Stunde, Übersetzer und Gymnasialprofessor. Er gehörte zu dem kleinen Kreis der frühen Anhänger des Philosophen Arthur Schopenhauer, bevor dieser allgemein bekannt wurde.

## Leben
Carl Schütz war der Sohn des Predigers Johann Gottfried Schütz (1769–1848) aus Frille bei Bückeburg, der mit Johann Wolfgang von Goethe eine Kur in Bad Pyrmont verbrachte und später mit ihm korrespondierte. Der Onkel von Carl Schütz war der bekannte Philologe Christian Gottfried Schütz, der 1784 in Jena die Allgemeine Literatur-Zeitung mitbegründet hatte. Die Tante von Carl Schütz war Friederike Juliane Griesbach (1775–1831), die in Jena mit dem Theologen Johann Jakob Griesbach verheiratet war und u. a. mit Friedrich Schiller korrespondierte. Ihr Haus war eine regelmäßige Begegnungsstätte für die Geistesgrößen jener Zeit, beide waren mit Goethe befreundet. Der jüngere Bruder von Carl Schütz war der Kupferstecher Hermann Schütz (1807–1869), der – vermittelt durch Goethe – eine Lehre bei Carl August Schwerdgeburth machte. Carl Schütz selbst wurde als Student 1826 von Goethe in Weimar zu einem privaten Besuch empfangen.
Schütz ging 1823 zum Studium an die Universität Halle, wo er bei seinem Onkel wohnte, der seit 1804 dort lehrte. Zunächst studierte Schütz Theologie, wandte sich dann der Philologie zu und lernte bereits Sanskrit bei Franz Bopp. Im Herbst 1828 legte er sein Examen für das Lehr- und Predigtamt in seiner Geburtsstadt Bückeburg ab. Anschließend weilte er für einige Monate in Dänemark auf Einladung des Philologen Børge Thorlacius, der bei Christian Gottfried Schütz studiert hatte. In Dänemark vertiefte Carl Schütz seine Sanskrit-Kenntnisse bei dem Sprachforscher Rasmus Christian Rask. Neben Sanskrit und Latein beherrschte Schütz acht weitere Sprachen. Von 1829 bis 1834 arbeitete er zunächst als Hilfslehrer in Bremen. In dieser Zeit, am 1. Februar 1831, erhielt er mit erst 25 Jahren die Ehrendoktorwürde der Universität Jena. Seit 1834 arbeitete Schütz als Lehrer am Gymnasium Bielefeld. 1859 erblindete er und musste zwei Jahre später seine Stellung aufgeben. Neben seiner Lehrtätigkeit veröffentlichte Schütz Kommentare und Übersetzungen des Sanskrit sowie zahlreiche Lehrbücher und Anthologien moderner Sprachen.
Carl Schütz gehörte zu dem kleinen Kreis der frühen Anhänger des Philosophen Arthur Schopenhauer. Seit 1849 studierte Schütz die Schriften des Philosophen, lange bevor Schopenhauer durch die Parerga und Paralipomena einer größeren Öffentlichkeit bekannt wurde. Anfang 1854 schrieb Schütz das erste Mal an Schopenhauer, bevor der Philosoph ab etwa 1856 regelmäßig Briefe und Besuche von Anhängern bekam. Schopenhauer antwortete umgehend und herzlich. Fortan rechnete Schopenhauer den neuen Anhänger Schütz, in einem Brief an seinen Freund Julius Frauenstädt, ausdrücklich zu seinen „Aposteln“, wie er nur wenige, enge Anhänger bezeichnete.
Carl Schütz war seit 1831 verheiratet mit der Isländerin Christiane Johanna Briem. Aus der Ehe gingen acht Kinder hervor, von denen drei bereits im Kindesalter starben. Bekannt ist v. a. der Sohn Harald Schütz, der als 16-jähriger Schüler der jüngste Anhänger Schopenhauers zu dessen Lebenszeit war und ab der Studienzeit bis zu dessen Tod der beste Freund des Physikers, Unternehmers und Sozialreformers Ernst Abbe.

## Schriften (Auswahl)
- Kritische und erklärende Anmerkungen zu der von Professor von Bohlen besorgten Ausgabe des Chaurapanchâsikâ und Bhartriharis, A. Velhagen, Bielefeld 1835.
- Fünf Gesänge des Bhatti-Kâvya, Velhagen & Klasing, Bielefeld 1837.
- Magha's Tod des Çiçupala. Ein sanskritisches Kunstepos, Velhagen & Klasing, Bielefeld 1843.
- Der Kampf Arjunas mit dem Kirâten: Gesang 1 und 2, Küster, Bielefeld 1845.
- Teatro espanol. Coleccion escogida de las mejores comedias castellanas desde Cervantes hasta nuestros dias, Velhagen & Klasing, Bielefeld 1846.
- Englisches Lesebuch für die höheren Classen der Real- und Handelsschulen, Velhagen & Klasing, Bielefeld 1854.
- Französisches Lesebuch für die höheren Classen der Gymnasien und Realschulen, Velhagen & Klasing, Bielefeld 1854.
- Kalidasa's Wolkenbote, übers. u. erläutert v. C. Schütz, Velhagen & Klasing, Bielefeld 1859.